# بناهای سفید ولادمیر و سوزدال
بناهای سفید ولادیمیر و سوزدال نام یک میراث جهانی یونسکو در روسیه است. 
این میراث جهانی شامل هشت بنای تاریخی و مذهبی است و به دلایل نامعلوم سه بنای مشابه و نزدیک در این فهرست قرار ندارند.
یکی از این بناها کلیسای شفاعت تئوتوکوس بر رود نرل است. 